# Лосский, Юрий Васильевич
Юрий Васильевич Лосский (18 августа 1947, Тайшет, Иркутская область — 15 июня 2004, Ясногорск, Читинская область) — российский политический деятель, депутат Государственной Думы ФС РФ четвёртого созыва (2003—2007).

## Биография

### Депутат Государственной думы
Избран депутатом Государственной Думы ФС РФ четвёртого созыва по Борзинскому одномандатному избирательному округу N187 (Читинская область). 16 июня 2004 года умер от острой сердечной недостаточности в гостинице Харанорской ГРЭС. 24 октября 2004 года в Борзинском одномандатном избирательном округе N187 прошли дополнительные выборы — был избран Евгений Блохин.